# Michael Andrew
Michael Charles Andrew, född 18 april 1999, är en amerikansk simmare.

## Karriär
I juni 2022 vid VM i Budapest tog Andrew totalt fem medaljer. Individuellt tog han silver på 50 meter frisim samt brons på 50 meter fjärilsim och 50 meter bröstsim. Andrew var även en del av USA:s kapplag som tog silver på 4×100 meter medley samt erhöll ett guld efter att ha simmat försöksheatet på 4×100 meter mixed medley där USA sedermera tog guld i finalen.
I februari 2024 vid VM i Doha tog Andrew silver på 50 meter fjärilsim.